# Aleksandre Lomaia

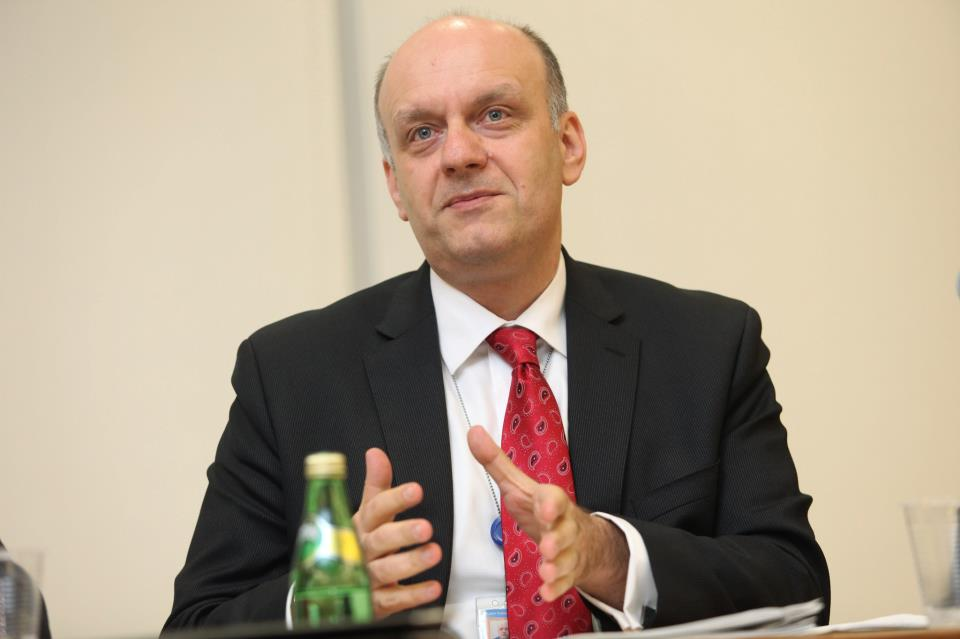
Aleksandre Lomaia (2016)

Aleksandre (Kacha) Lomaia (georgisch ალექსანდრე (კახა) ლომაია; * 23. Juli 1963 in Tiflis, Georgische SSR) ist ein georgischer Politiker. Der Ingenieur war von Februar 2004 bis November 2007 Minister für Bildung und Wissenschaft. Im gleichen Monat wurde er Sekretär des Nationalen Sicherheitsrats Georgiens.

## Leben und Karriere
1985 schloss er am Polytechnischen Institut in Tiflis ein Studium als Wasserbauingenieur mit Auszeichnung ab. Anschließend arbeitete er am Tbilhidroproekti Institut in Tiflis. 1992 beendete er in Moskau ein Aufbaustudium als Bauingenieur.
1991 wurde Lomaia vom georgischen Präsidenten Swiad Gamsachurdia als stellvertretender Bevollmächtigter des unabhängig gewordenen Landes nach Moskau entsandt; er rückte dort im gleichen Jahr zum amtierenden Bevollmächtigten auf.
1995 wurde er Koordinator des Programms für Öffentlichkeit und Medien der politischen Stiftung Eurasia Fund, die demokratische Institutionen und Privatwirtschaft in den Ländern der früheren Sowjetunion fördert. 2000 übernahm er die Leitung der Stiftung in Georgien. 2002 wechselte er als Regionaldirektor zur Organisation Democracy Coalition. Ab 2003 war er Geschäftsführer der George-Soros-Stiftung Open Society Georgia, die die Rosenrevolution geistig vorbereitete.
Am 17. Februar 2004 wählte ihn das georgische Parlament zum Minister für Bildung und Wissenschaft. Am 19. November 2007 wurde er von Präsident Micheil Saakaschwili im Amt abgelöst und zum Sekretär des Nationalen Sicherheitsrats Georgiens ernannt. Nach einer Analyse der International Crisis Group (ICG) gehört er zu den einflussreichsten Personen im inneren Kreis des georgischen Staatspräsidenten.
Im Dezember 2008 wurde Lomaia zum ständigen Vertreter Georgiens bei den Vereinten Nationen berufen.
Lomaia ist verheiratet und hat zwei Kinder. Neben seiner Muttersprache spricht er Russisch und Englisch.